# Carlia bomberai
Espèce
Carlia bomberai est une espèce de sauriens de la famille des Scincidae.

## Répartition
Cette espèce est endémique de Nouvelle-Guinée occidentale en Indonésie.

## Étymologie
Cette espèce est nommée en référence au lieu de sa découverte : la péninsule de Bomberai.

## Publication originale
- Zug & Allison, 2006 : New Carlia fusca complex lizards (Reptilia: Squamata: Scincidae) from New Guinea, Papua-Indonesia. Zootaxa, no 1237, p. 27-44 (texte intégral).